# Noricum
Noricum, în geografia antică, era un regat celt în Austria de astăzi și, mai târziu, o provincie romană. Era mărginit la nord de Dunăre, la vest de Raetia și Vindelicia, la est de Pannonia, la sud de Pannonia, Italia și Dalmația.
Populația băștinașă era se pare formată din pannoni (un trib înrudit cu ilirii), care după marea emigrare a galilor au devenit subordonați diferitelor triburi celte, dintre care cel mai important a fost cel al tauriscilor, probabil numiți norici de către romani de la capitala lor Noreia (Neumarkt in der Steiermark).
Regiunea este muntoasă și solul nefertil, însă e bogată în fier, și producea materie primă pentru fabricarea armelor din Pannonia, Moesia și nordul Italiei. Cunoscutul oțel noric era folosit mai ales pentru fabricarea armelor romane ("Noricus ensis," Horațiu, Odes, i. 16. o). Locuitorii erau o populație războinică, mai preocupată de creșterea vitelor decât de agricultură, deși probabil romanii, prin drenarea mlaștinilor și tăierea pădurilor au crescut fertilitatea solurilor. Aurul și sarea se găseau de asemenea din abundență, precum și planta numită saliunca, ce era folosită ca parfum (Pliniu cel Bătrân, Naturalis Historia xxi. 20.43). Noricum era avanpostul sudic al popoarelor nordice sau celte și locul de pornire al invaziilor lor asupra Italiei. Din Noricum veneau aproape întotdeauna primele vești despre acești invadatori celți. Cercetările arheologice, mai ales în cimitirele de la Hallstatt, la mai puțin de 40 km de Noreia, au arătat că a existat o civilizație puternică acolo, cu secole înainte de istoria înregistrată. Cimitirele de la Hallstatt conțineau arme și ornamente din epoca bronzului și până în epoca fierului.

## Stăpânirea romană

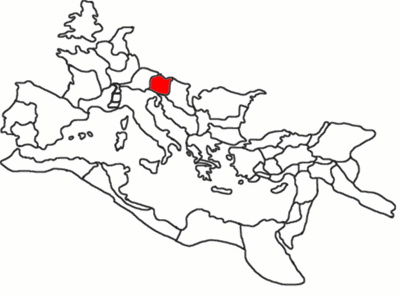
Provincia Noricum în cadrul Imperiului Roman, în jurul anului 120 d.Hr.

Noricum a fost încorporat în Imperiul Roman în 16 î.Hr.. O lungă perioadă de timp, locuitorii s-au bucurat de autonomie, sub un conducător propriu, și au făcut comerț cu romanii. În 48 î.Hr. au fost de partea lui Iulius Caesar (aprox. 100 î.Hr.-44 î.Hr.) în războiul civil împotriva lui Pompei (106 î.Hr.-48 î.Hr.). În 16 î.Hr., după ce au invadat Histria împreună cu panonii, au fost înfrânți de Publius Silius, proconsul de Illyricum. După aceea, Noricum a fost considerat provincie, deși nu era organizat astfel. A rămas un regat cu titlul de regnum Noricum, sub controlul unui procurator imperial. Abia în timpul lui Antoninus Pius a fost staționată aici o legiune, al cărei comandant a devenit guvernator. În jurul anului 40, Regatul Noricum a fost în cele din urmă încorporat în Imperiu de Caligula (12-54).
Coloniile romane și orașele cele mai importante erau Virunum (Maria Saal în apropiere de Klagenfurt, în antichitate Clagenfurtum, Celovec), Ovilava (Wels), Celeia (Celje), Juvavum (Salzburg), Lauriacum (Lorch, la gurile râului Enns).